# فرانک بوزمان
فرانک بوزمان (آلمانی: Frank Busemann؛ زادهٔ ۲۶ فوریه ۱۹۷۵) ورزشکار ده‌گانه اهل آلمان است.
وی همچنین برندهٔ جوایزی همچون شخصیت ورزشی سال آلمان و برگ بوی نقره‌ای شده‌است.
وی در مسابقات کشوری و بین‌المللی در مجموع برندهٔ ۲ مدال طلا، ۱ مدال نقره، ۱ مدال برنز شده‌است.